# ماریا بورساچ
ماریا بورساچ (به زبان سیریلیک صربی: Мария Бурсаћ؛ ۲ اوت ۱۹۲۰–۲۳ سپتامبر ۱۹۴۳) یکی از اعضای پارتیزان‌های یوگسلاوی در طول جنگ جهانی دوم در یوگسلاوی و اولین زنی بود که به عنوان قهرمان خلق یوگسلاوی اعلام شد.
بورساچ در یک خانواده کشاورز صرب بوسنیایی در روستای کامینکا در نزدیکی دوروار متولد شد. پس از تهاجم نیروهای محور به یوگسلاوی و ایجاد دولت مستقل کرواسی در آوریل ۱۹۴۱، بورساچ از جنبش مقاومت پارتیزانی به رهبری حزب کمونیست یوگسلاوی حمایت کرد. او مانند سایر زنان روستای خود، برای جنگ چریکی، آذوقه، لباس و سایر لوازم جمع‌آوری می‌کرد. در سپتامبر ۱۹۴۱، بورساچ به عضویت اتحادیه جوانان کمونیست یوگسلاوی درآمد. در آگوست، او به عنوان کمیسار سیاسی تیپ کشاورزی ۱ کارینا، که محصولات را در دره رودخانه سانیکا برداشت می‌کرد، منصوب شد ودر پایان تابستان در اتحادیه کمونیست‌های یوگسلاوی پذیرفته شد.
بورساچ در فوریه ۱۹۴۳ پارتیزان شد و به تیپ ۱۰ کراجینا که تازه تأسیس شده بود پیوست. به عنوان بخشی از این تیپ، او در بوسنی و هرزگوین، کنین، ورلیکا و لیونو جنگید و به عنوان امدادگر خدمت کرد. در سپتامبر ۱۹۴۳، بورشاک هنگام پرتاب یک نارنجک دستی در جریان حمله به پایگاه آلمان پرکوسی در شمال غربی بوسنی از ناحیه پا مجروح شد. هنگامی که او به بیمارستان صحرایی در ویدوو سلو منتقل شد، آهنگ‌های پارتیزانی خواند. زخم عمیق بورساچ به زودی تبدیل به قانقاریا شد و در ۲۳ سپتامبر ۱۹۴۳ در بیمارستان درگذشت. ماه بعد او قهرمان دولتی یوگسلاوی اعلام شد. پس از جنگ، مدارس، خیابان‌ها و سازمان‌ها به یاد شایستگی‌های و یادبود پارتیزان‌ها به نام او نامگذاری شدند.

## پیشینه
بورساچ در ۲ اوت ۱۹۲۰ در روستای کامنیکا، در نزدیکی دوروار در منطقه بوسانسکا کراینا، بخش شمال غربی بوسنی و هرزگوین (در آن زمان بخشی از پادشاهی صرب‌ها، کروات‌ها و اسلوونیایی‌ها، و در سال ۱۹۲۹ به یوگسلاوی تغییر نام داد) به دنیا آمد. در منطقه دوروار عمدتاً جمعیت صرب‌ها ساکن بودند و مسلمانان بوسنیایی و کروات‌ها کمتر از چهار درصد جمعیت را تشکیل می‌دادند. بورساچ بزرگ‌ترین فرزند از پنج فرزند سنگ‌تراش نیکولا بورساچ و همسرش جوکا بود که بیشتر در مزرعه خانوادگی خود گوسفند و گاو پرورش می‌دادند. بورساچ مانند دیگر دختران روستا به مدرسه نمی‌رفت زیرا فقط پسران در دبستان دوروار درس می‌خواندند. او تا چهارده سالگی چوپان بود و بعدها در کارهای خانه و کشاورزی به مادرش کمک می‌کرد. بورساچ قبل از گذراندن دوره شش‌ماهه خیاطی در درور مهارت‌هایی در بافندگی، ریسندگی و گلدوزی به دست آورد.
در سال ۱۹۳۸، یک مدرسه ابتدایی در کامنیکا افتتاح شد و ولیمیر استونیچ معلم این مدرسه بود. استونیچ که از اعضای حزب کمونیست یوگسلاوی بود یک کتابخانه عمومی، باشگاه‌های مطالعه و ورزشی و یک گروه فرهنگی-هنری سازماندهی کرد و در این بین و مخفیانه اولین سازمان کمونیستی در منطقه را تأسیس کرد. اعتقادات ایدئولوژیک او باعث محبوبیت وی در میان جوانان روستا از جمله دوشان، برادر ماریا شد. مقامات به زودی از فعالیت‌های استونیچ مطلع شدند و او در فوریه ۱۹۴۰ از  کامینکا اخراج شد.

## جنگ جهانی دوم

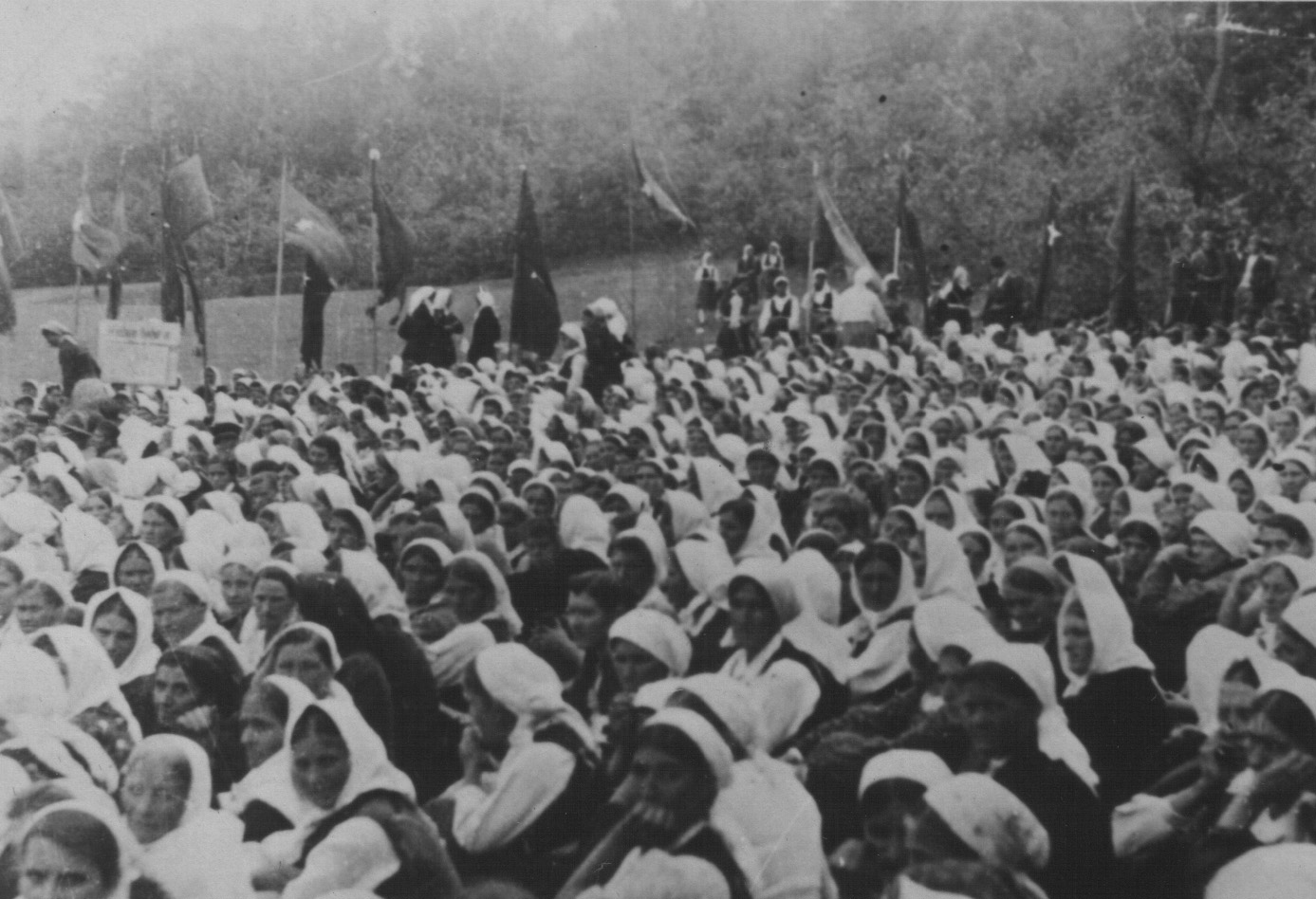
تجمع جبهه ضد فاشیست زنان در دووار در سال 1942

در ۶ آوریل ۱۹۴۱، یوگسلاوی از همه طرف توسط نیروهای محور به رهبری آلمان نازی مورد تهاجم قرار گرفت. ارتش سلطنتی یوگسلاوی در ۱۷ آوریل تسلیم شد و آلمان‌ها، ایتالیایی‌ها و مجارستانی‌ها کشور را تقسیم کردند. و یک دولت دست نشانده فاشیست تحت عنوان دولت مستقل کرواسی (شامل تقریباً تمام کرواسی امروزی، تمام بوسنی و هرزگوین امروزی و بخش‌هایی از صربستان کنونی) مصدر امور اعلام شد. در ابن دوران جنبش ملی‌گرای اوستاشه کرواسی به رهبری آنته پاولیچ، متولی یکی از سیاست‌های نسل‌کشی صرب‌ها در دولت مستقل کرواسی با کشتار جمعی، تبعید و یکسان‌سازی اجباری بود. اولین صرب‌های دوروار در ۱۸ ژوئن ۱۹۴۱ کشته شدند.
این جنایات به شکل‌گیری دو جنبش بزرگ مقاومت در یوگسلاوی اشغالی سرعت بخشید. سلطنت‌طلبان و ملی‌گرایان صرب به رهبری سرهنگ دراژا میهایلوویچ جنبشی را تأسیس کردند که اعضایش چتنیک‌ها شناخته می‌شدند. اتحادیه کمونیست‌های یوگسلاوی به رهبری یوسیپ بروز تیتو تصمیم گرفت در ۴ ژوئیه یک قیام مسلحانه سراسری را در بلگراد راه اندازی کند و اعضای نیروهای تحت رهبری وی به عنوان پارتیزان نامیده شدند.
در ماه ژوئیه ۱۹۴۲ واحدهای پارتیزانی از مبارزان صرب و مونته‌نگرو به دوروار رسیدند و بورساچ به انتقال مجروحان آنها به بیمارستان‌های لهستان در کوهستان کمک کرد. او یکی از فعال‌ترین اعضای سازمان کامنیکا بود. در پایان ژوئیه ۱۹۴۲، منطقه تحت کنترل پارتیزان‌ها در اطراف دووار به‌طور قابل توجهی به دره رودخانه سانیکا گسترش یافته بود. بیشتر جمعیت غیر صرب دره، قبل از پیشروی پارتیزان‌ها که از تبلیغات اوستاشه وحشت داشتند فرار کردند. کارگران (عمدتاً زنان جوان) در واحدهای نظامی سازماندهی شدند که در اواسط ماه اوت در چهار گردان از تیپ اعتصابی کشاورزی ۱ کراینا ادغام شدند. در پایان تابستان ۱۹۴۲ بورساچ به عنوان کمیسار سیاسی گروهان سوم از گردان دوم تیپ منصوب شد. این تیپ که توسط نیروهای پارتیزان محافظت می‌شد، با وجود حملات هواپیماهای دشمن، مأموریت خود را انجام داد. در آغاز سال ۱۹۴۳، بورساچ در اتحادیه کمونیست‌های یوگسلاوی پذیرفته شد و همزمان و رئیس کمیته روستایی اتحادیه متحد جوانان ضد فاشیست یوگسلاوی بود.

## همکاری با پارتیزان‌های یوگسلاوی

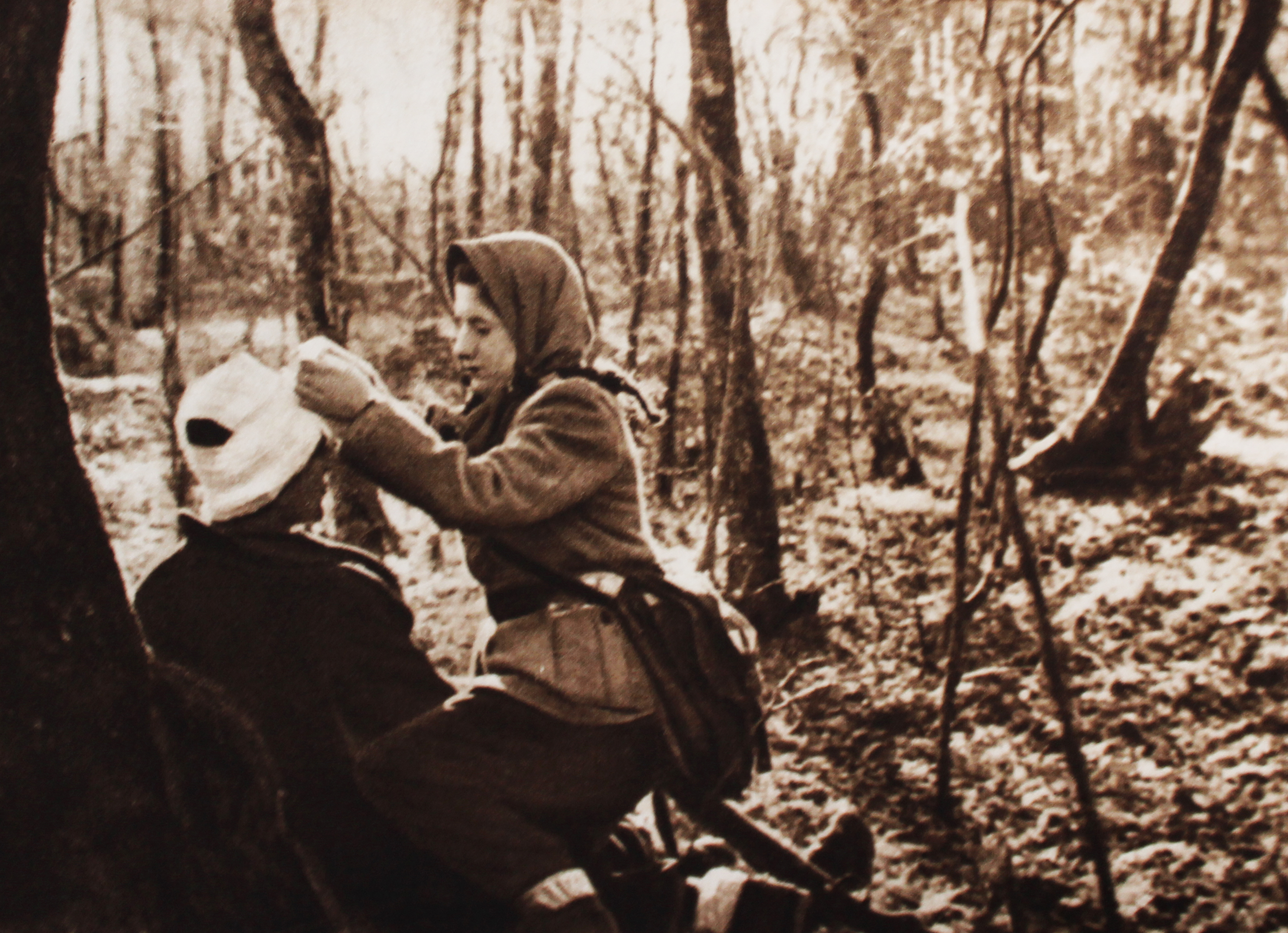
پرستار پارتیزان در صحنه نبرد

تیتو در اواخر ژانویه ۱۹۴۳ در جریان حمله بزرگ نیروهای محور علیه پارتیزان‌ها به دووار آمد. وی تصمیم گرفت یک تیپ پارتیزانی را از افراد باتجربه تشکیل دهد. این یگان از پرسنل اضافی شامل پارتیزان‌های بهبود یافته که قبلا مجروح یا بیمار بودند، افراد مسن که در یگان‌های رزمی نبودند و داوطلبان جوان تشکیل شد. گردان ۴ تیپ ۱۰ کراینین که قرار بود نقش دفاعی اصلی را در این مرحله ایفا کند، در ۴ فوریه ۱۹۴۳ تأسیس شد. ۸۰۰ عضو آن شامل حدود ۱۲۰ زن بودند. بورساچ ابتدا در گردان دوم و ماه بعد به گروهان سوم منتقل شد. او به خاطر شجاعت و مهارتش در نبرد مورد ستایش قرار گرفت و به عنوان پرستار نیز خدمت کرد.
آلمانی‌ها پایگاهی قوی در نزدیکی دووار داشتند. در سپتامبر ۱۹۴۳، گردان‌های ۲ و ۳ تیپ ۱۰ کراینین و یک گردان از گروهان پارتیزان به آن منطقه اعزام شدند. بورساچ  اگرچه بیمار بود داوطلب شد تا نارنجک‌های دستی را به سمت پست نگهبانی دارای مسلسل که از پایگاه محافظت می‌کردند، پرتاب کند. اگرچه فرمانده گروهان او مخالفت کرد زیرا هنوز او بیمار به نظر می‌رسید، بورساچ اصرار داشت که در عملیات شرکت کند. سه گردان پارتیزان در ۶ سپتامبر ساعت ۲۳ از سه جهت به پایگاه حمله کردند. بورساچ و گروه نارنجک‌زن‌هایش چندین پست نگهبانی نابود کردند. در این حین اما پای او زخمی شد. پارتیزان‌ها بخش‌هایی از پایگاه را تصرف و قبل از طلوع آفتاب پس از رسیدن نیروهای کمکی آلمانی عقب‌نشینی کردند.
پس از نبرد، بورساچ و سایر پارتیزان‌هایی که بشدت مجروح شده بودند با برانکارد به بیمارستان صحرایی در روستای ویدوو سلو، در حدود ۴۰ کیلومتری (۲۵ مایلی) منتقل شدند. در آن سفر دشوار در زمین‌های ناهموار که بیش از سه روز به طول انجامید، افراد زخمی از جمله بورساچ ترانه‌های پارتیزانی می‌خواندند.
بورساچ خون زیادی از دست داده بود و زخمش دچار قانقاریا شد، که بیمارستان صحرایی برای درمان آن تجهیزات ضعیفی داشت. او در ۲۳ سپتامبر ۱۹۴۳ در ویدوو سلو درگذشت و با احترام نظامی در کامنیکا به خاک سپرده شد. در ۱۵ اکتبر ۱۹۴۳، بورساچ قهرمان خلق یوگسلاوی نامیده شد، و اولین زنی بود که این افتخار را دریافت کرد.

## میراث

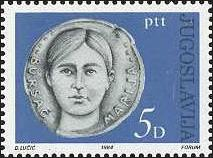
یادبود بورساچ بر روی تمبر پستی یوگسلاوی در سال 1984

برانکو شوپیچ، نویسنده یوگسلاوی، شعری دربارهٔ بورساچ به نام «ماریا در پرکوسیما» سروده‌است. عنوان آن که ممکن است به «ماریای سرکش» نیز تعبیر شود. به گفته جلنا باتینیچ، بورساچ «در سرزمین‌های یوگسلاوی وارد سه‌گانه تاریخ، افسانه و شعر شد». پس از جنگ، مدارس، خیابان‌ها و سازمان‌های بسیاری در یوگسلاوی به نام او نامگذاری شدند. یکی از محله‌های بلگراد نیز به نام او است.